# Saint-Pardoux-Corbier
Saint-Pardoux-Corbier é uma comuna francesa na região administrativa da Nova Aquitânia, no departamento de Corrèze. Estende-se por uma área de 17,44 km². Em 2010 a comuna tinha 417 habitantes (densidade: 23,9 hab./km²).